# 高塚慎太郎
高塚 慎太郎（たかつか しんたろう、1977年11月16日 - ）は、日本の男性俳優。鳥取県出身。身長 170cm。文学座附属演劇研究所入所（2006年〜）。文学座（座員：2011年〜）所属。中小企業診断士。

## 出演作品

### 舞台
- 文学座
  - 2009年8月7日〜9日：初舞台『かぐや姫』（文学座本公演、日生劇場）※日生劇場＋文学座 ファミリーステージ　日生劇場 国際ファミリーフェスティヴァル2009
  - 2009年：『十二人の怒れる男』(地方公演・東京公演、俳優座劇場）
  - 2010年：『善人なおもて往生をとぐ〜親鸞 わが心のアジャセ〜』広島 ALSOKホール
  - 2010年4月9日〜18日：『わが町』（本公演、全労済ホールスペース・ゼロ）
  - 2011年2月13日〜22日：『美しきものの伝説』（本公演、紀伊國屋サザンシアター）
  - 2011年：『信号手』（朗読）ヴィオロン
  - 2011年：『十二人の怒れる男たち』（地方公演・東京公演、俳優座劇場） -　守衛 役
  - 2013年：『作者を探す六人の登場人物』（新宿サニーサイドシアター）
  - 2014年3月8日〜9日：『マイタウン　可児の物語』（可児市文化創造センター主劇場）※出演、演出助手

- 劇団土下座
  - 2004年1月14日：第一回公演「非業の死」（横浜相鉄本多劇場）※#2「六月の電話」出演、演出のみ
  - 2004年8月13日〜15日：第二回公演「言葉ーアイヒマンを捕らえた男ー」（小劇場「東演パラータ」） -　ピーター 役　※出演、演出
  - 2005年3月25日〜27日：第三回公演「熱海殺人事件」（千本桜ホール）※出演、制作
  - 2005年9月8日〜11日：第四回公演「月夜」（千本桜ホール）※演出

- 演劇企画室ベクトル
  - 2011年2月19日〜20日：東区民文化センター舞台芸術促進事業『すず』（東区民文化センター スタジオ2）※原作[3][4]

### オリジナルビデオ
- けっこう仮面 MASK OF KEKKOU（2003年、監督：長嶺高文、製作：アートポート）※2003年 版

### 映画
- 太平洋の奇跡 -フォックスと呼ばれた男-（2011年2月11日、監督：平山秀幸、東宝）
- テルマエ・ロマエ（2012年4月28日、監督：武内英樹、東宝）※声の出演

### CM
- ソフトバンクモバイル『白戸家　お父さんにチュー』篇

### テレビアニメ
2012年
- さんかれあ（客A）

### 劇場アニメ
2011年
- コクリコ坂から